# Sousse

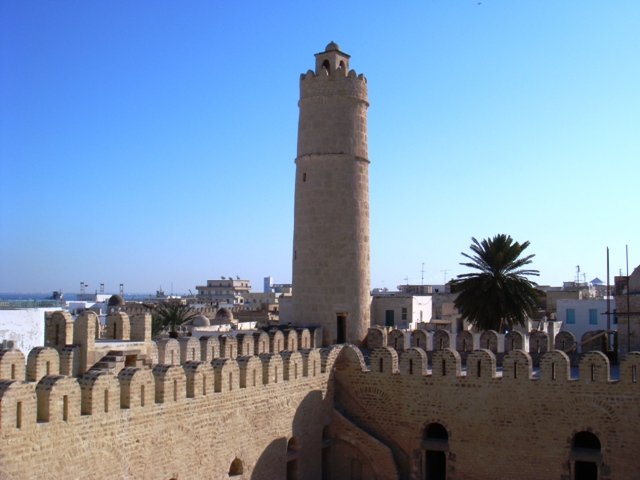
Turnul din Sousse

Sousse  (în arabă سوسة) este un oraș  în Tunisia. Este reședința guvernoratului Sousse. Orașul este supranumit și „perla Sahelului”, este un oraș din Tunisia. Sousse este al treilea mare oraș al Tunisiei și în același timp este un loc cultural religios precum Medina.

## Istorie
Sousse este un oraș cu o istorie tumultuoasă care și-a pus amprenta  atât pe modul de viață  al locuitorilor săi cât și în religia și arhitectura acestui oraș, el aflându-se pe rând sub dominația fenicienilor, cartaginezilor, romanilor, vandalilor, bizantinilor și otomanilor. 
Orașul a fost ridicat de fenicieni cu mult înainte de secolul al VI-lea î.Hr. fiind cunoscut sub numele de Hadrumète (sau Hadrim așa cum afirmă istoricul Mohamed Hassim Fantar). Timp de câteva secole, acest oraș reușește să își păstrează independența, dar în secolul al VI-lea î.Hr. ajunge sub dominația Cartaginei, implicându-se în al Doilea Război Punic, atunci când Hannibal îl folosește ca bază militară. Hadrumète (Sousse) va stabili relații economice și diplomatice cu Roma. În timpul celui de al Treilea Război Punic orașul a fost recucerit de romani și a primit numele de Hadrumetum, devenind colonie romană și având anumite privilegii. Hadrumetum devine astfel prima cetate africană ce are statutul de colonie de onoare, acest statut fiind dat de împaratul Traian. În această perioadă se vor construi foarte multe edificii ce îl glorificau pe împarat cum sunt: Arcul de Triumf, amfiteatre, băi etc. Orașul prospera tot mai mult, comerțul înflorea cu ajutorul uleiului, iar Sousse devenea principalul oraș care furniza ulei Romei.
În secolul al V-lea orașul a fost invadat si distrus de vandali luând numele de Hunericopolis, nume luat de la fiul conducătorului vandal.
În secolul al VII-lea d.Hr. armatele arabo-islamice au cucerit Tunisia, răspândind cultura arabă în acest spațiu creștinizat. Orașul a fost redenumit în Susa și a renăscut în timpul dinastiei Aghlabizilor. În anul 827 din portul orașului Sousse va pleca expediția arabo-berberă condusă de Quadi Asad b.Al Furat care invadează Sicilia.
Între anii 1148-1159 Susa se află sub ocupație normandă.
Între anii 1537-1574 se află sub ocupație spaniolă.
Între anii 1574-1881 orașul se află sub dominație otomană.

## Geografia

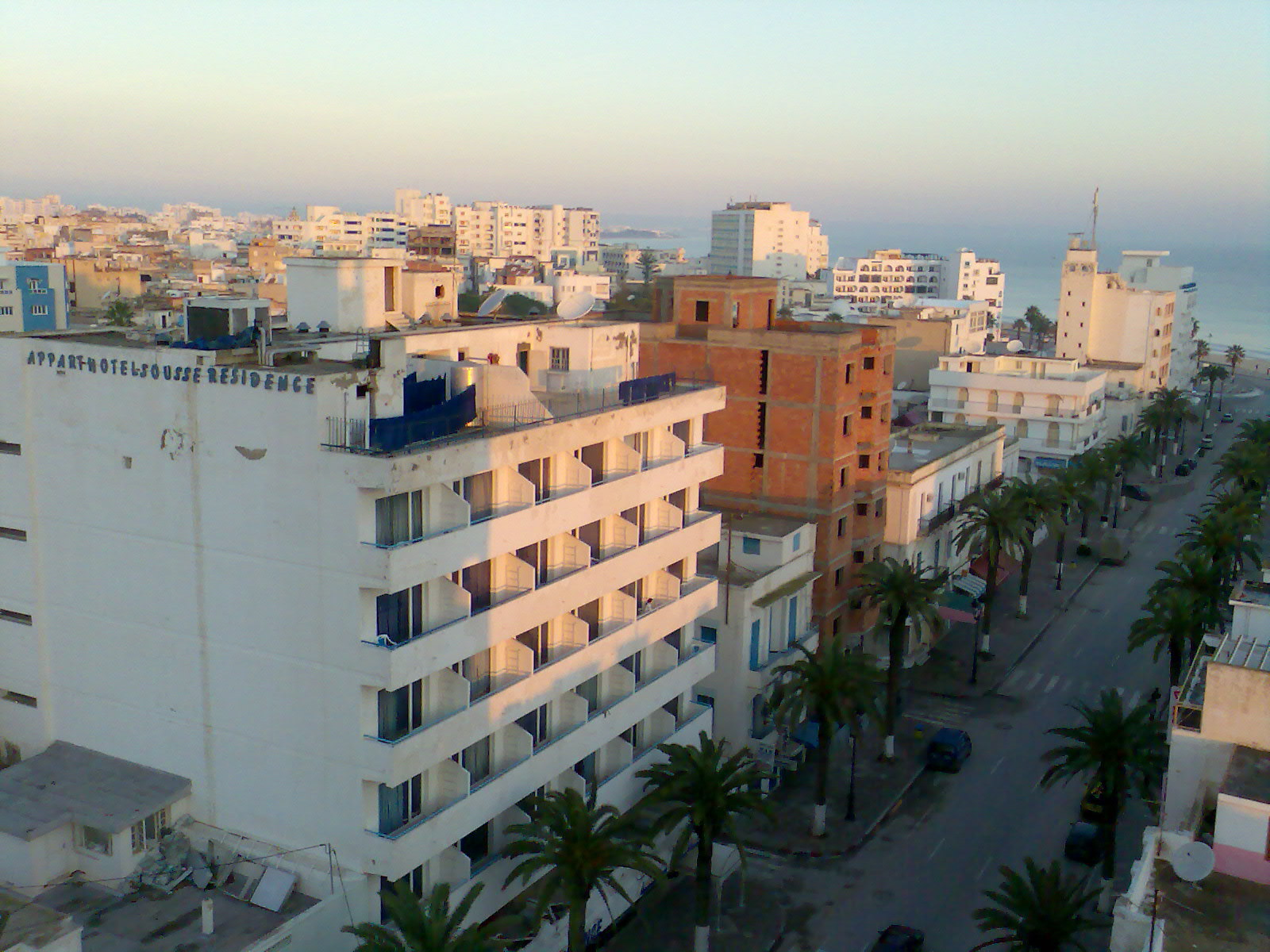
Panoramă a orașului Sousse

Sousse este un oraș port la Marea Mediterană  situat în estul Tunisiei. Populația lui este în jur de 230.000 de locuitori, dar datorită turiștilor ce vizitează acest oraș numărul crește, se dublează.  În Sousse climatul este mediteranean cu ierni blânde unde temperaturile sunt între 8-14 grade Celsius și veri călduroase în jurul a 25-32 de grade Celsius.

## Cultura
Sousse are multe monumente istorice. Începând cu anul 1988 a intrat în Patrimoniul Cultural UNESCO.

## Muzeul de Arheologie
A fost creat în 1951 și posedă a doua mare colecție de mozaicuri după cea din Muzeul Național din Bardo.

## Edificii religioase
Marea Moschee a fost construită între anii 850-851 în timpul emirul Abu Al-Abbas.
Le Ribat este un bastion aflat în grija musulmanilor și care avea rolul de turn de apărare.
Biserica Sfântul Felix este singura biserică creștină din oraș. A fost construită în anul 1913, iar din anul 1964, datorită convenției bilaterale dintre Vatican și autoritățile tunisiene, biserica a fost încredințată comunității catolice locale.

## Patrimoniu mondial UNESCO
- Medina din Sousse a fost înscrisă în anul 1988 pe lista patrimoniului mondial UNESCO.